# Халилуллин, Ансар
Ансар Халилуллин — российский режиссёр театра и кино, театральный педагог.

## Биография
Ансар Халилуллин свой путь в искусстве начал с участия в московском театре-студии на Красной Пресне под руководством Спесивцева, позднее, в 1996 году окончил режиссёрский факультет ГИТИСа (курс Б. Голубовского).
В качестве режиссёра-постановщика работал в различных театрах провинциальных городов России, ставил спектакли в Калуге, Казани, Сургуте, Магадане, Твери, Саратове, работал главным режиссёром театра им. А. В. Луначарского во Владимире.
Живёт в Москве.

## Творчество

### Постановки в театре
- «Поздняя любовь» А. Н. Островского (Театр Российской армии)[2][4]
- 1998 — «Третий лишний» Э. Брагинского (Тверской областной академический театр драмы)[5][6]
- «Тартюф» Мольера (Владимирский областной драматический театр имени Луначарского)[5]
- «Любовью не шутят» А. Мюссе (Казанский государственный театр юного зрителя)[5][7]
- «Трёхгрошовая опера» Б. Брехта (Магаданский государственный музыкальный и драматический театр)[5]
- «Сказки старого Арбата» А. Н. Арбузова[5]
- «Недоросль» Д. И. Фонвизина (Тверской театр юного зрителя)[5]
- «История одного преступления» О.Михайловой Пензенский драматический театр. 2012

Саратовский театр драмы имени Слонова
- 2008 — «Гонза и волшебные яблоки» пьеса Майи Береговой по мотивам «Озорных сказок» Йозефа Лады[1]
- 2009 — «Условные единицы» Виктории Никифоровой[1]
- 2011 — «Чудо Святого Антония» Мориса Метерлинка

### Режиссёр кино
- 2005 — Не родись красивой[2]
- 2007 — Огонь любви[8]
- 2007 — Бывшая[2]